# 久留米市立南筑高等学校
久留米市立南筑高等学校（くるめしりつなんちくこうとうがっこう）は、福岡県久留米市御井町にある市立高等学校。

## 概要
歴史
1922年（大正11年）に実業家の佐藤弥吉が私財を投じて、創立した私立の旧制中学校（男子校）を前身とする。1948年（昭和23年）の学制改革により新制高等学校となった後、1952年（昭和27年）に久留米市への移管により、現校名の「久留米市立南筑高等学校」となった。2022年（令和4年）に創立100周年を迎えた。
設置課程・学科
全日制課程 普通科
校訓（南筑高校三綱領）
- 「至誠」- 至誠を旨とし、礼儀を正しくすべし
- 「剛健」- 質実を尚び、剛健の風を養ふべし
- 「勤労」- 勤労を愛し、責任を重んずべし

校章
六つ編み籠の模様を背景にして、中央に校名の「南筑」（Nanchiku）のイニシャルである「N」と「髙」の文字を組み合わせて配している。
校歌
歌詞は2番まであり、両番の歌詞中に校名の「南筑」が登場する。
その他
校地内に「筑後国府（第四期国庁）跡」がある。

## 沿革
旧制中学校（男子校）時代
- 1921年（大正10年）
  - 9月 - 私立南筑中学校の設置が認可される[1]。
  - 11月 - 開校事務を開始[1]。
- 1922年（大正11年）
  - 4月1日 - 「私立南筑中学校」（旧制中学校、男子校）が開校。
  - 4月27日 - 開校式を挙行。この日を創立記念日とする。
- 1927年（昭和2年）4月 - 南筑実業専修学校（1年制）を併置[1]。
- 1937年（昭和12年）3月 - 南筑実業専修学校を廃止[1]。
- 1945年（昭和20年）2月 - 南筑中学校3年生49名が、西鉄久留米線の高速電車運転士として動員される。高速電車運転士での動員は全国で初めて[1]。
- 1947年（昭和22年）4月1日 - 学制改革の経過措置として、旧制中学校の募集を停止。また、新制中学校「南筑男子中学校[1]」が併設の上、旧制中学校1・2年修了者を新制中学校2・3年生として収容。

新制高等学校
- 1948年（昭和23年）4月1日 - 学制改革により、新制高等学校「私立南筑高等学校」（男子校）が発足。併設中学校は継承され、1946年（昭和21年）に旧制中学校へ最後に入学した3年生のみとなる。
- 1949年（昭和24年）3月31日 - 最後の卒業生を送り出し、併設中学校を廃止。
- 1952年（昭和27年）4月1日 - 市立移管により、「久留米市立南筑高等学校」（現校名）に改称。
- 1959年（昭和34年）・1961年（昭和36年）・1965年（昭和40年） - 全国高等学校柔道大会において優勝[1]。
- 1967年（昭和42年）10月 - 鉄筋コンクリート造3階建て新校舎が完成。
- 1968年（昭和43年）10月 - 体育館兼講堂が完成。
- 1990年（平成2年）4月1日 - 理数科を設置。
- 1995年（平成7年）3月31日 - コンピュータ教室が完成。
- 2001年（平成13年）4月 - 頌徳碑を校内に移築。
- 2002年（平成14年）12月 - 部室・多目的ホールが完成。
- 2003年（平成15年）
  - 3月 - 理数科の募集を停止。
  - 4月 - 普通科を再編し、この時の入学生から「特別進学」・「選択進学」の2類型とする。
- 2004年（平成16年）9月 - 全館空調設備を完備。
- 2005年（平成17年）3月 - 理数科を廃止。
- 2008年（平成20年）4月 - 第2グラウンドを改修。
- 2013年（平成25年）
  - 1月 - 本館（西側）の耐震工事が完了。
  - 7月 - 第95回全国高等学校野球選手権記念福岡大会において、決勝進出し、準優勝となる。
  - 9月 - 本館（東側）および南筑会館の耐震工事が完了。

## 著名な卒業生
- 藤田進（俳優・黒澤明の初監督作品「姿三四郎」の主演他）
- 坂口征二（柔道家・プロレスラー、俳優坂口憲二の父）
- 蔵本孝二（柔道家・1976年モントリオールオリンピック男子軽中量級銀メダリスト）
- 谷本和（柔道家）
- 素根輝（柔道家・2020年東京オリンピック女子78kg超級金メダリスト）
- 藤井フミヤ（シンガーソングライター・俳優、元チェッカーズ・リードボーカル）
- 鶴久政治（ミュージシャン・タレント、元チェッカーズ・サイドボーカルおよびキーボード）
- 外山恒一（政治活動家、中退）
- 岩義人（俳優、ミュージカル・テニスの王子様2ndシーズン出演）※2012年7月転校
- 渡邊水暉（アメリカンフットボール選手）
- 増本藍（ミュージカル俳優）
- 荒木久美（元陸上競技選手、1988年ソウルオリンピック女子マラソン日本代表）

## 交通
最寄りの鉄道駅
- JR九州 久大本線 「久留米大学前駅」より徒歩2分。

最寄りのバス停留所
- 西鉄バス 「久留米大学前」停留所

最寄りの幹線道路
- 福岡県道800号湯ノ原合川線
- 福岡県道86号久留米筑後線
- 国道322号

## 周辺
- 久留米大学

## 事件
2011年3月、柔道部で暴行・殺人未遂事件が発生。
2年生が1年生に対しストップウオッチで頭をたたく、
タオルで首を絞めて何度も気絶させるなど暴行を加え、その様子を携帯電話で撮影した。
学校は暴行を加えた部員を3週間の停学処分、柔道部を1カ月間の対外試合禁止とした。
現在、柔道部は活動を再開し、名門復活の期待が高まっている。
特に、女子部の活躍は目覚しく、インターハイ他、海外試合でも結果を出している。